# داني وين
داني وين (بالإنجليزية: Danny Wynn)‏ هو لاعب كرة قدم أمريكي في مركز الوسط، ولد في 25 سبتمبر 1983 في سانت لويس في الولايات المتحدة. لعب مع نيو إنجلاند ريفولوشن.

## وصلات خارجية
- داني وين على موقع الدوري الأمريكي (الإنجليزية)
- داني وين على موقع قاعدة بيانات كرة القدم.إي يو (الإنجليزية)